# Superliga 2000/01 (Türkei)
Die Saison 2000/01 war die neunte Spielzeit der Superliga, der höchsten türkischen Eishockeyspielklasse. Meister wurde zum ersten Mal in der Vereinsgeschichte überhaupt die Polis Akademisi ve Koleji, die Mannschaft der Polizeihochschule.

## Hauptrunde

### Modus
In der Hauptrunde absolvierte jede der zehn Mannschaften insgesamt 18 Spiele. Die vier bestplatzierten Mannschaften qualifizierten sich für die Playoffs, in denen der Meister ausgespielt wurde. Für einen Sieg erhielt jede Mannschaft zwei Punkte, bei einem Unentschieden gab es ein Punkt und bei einer Niederlage null Punkte.

### Tabelle
| Pl. |                                 | Sp | S  | U | N  | Tore    | Punkte |
| 1.  | Büyükşehir Belediyesi Ankara SK | 18 | 16 | 1 | 1  | 358:21  | 33     |
| 2.  | İstanbul Paten SK               | 18 | 16 | 0 | 2  | 247:64  | 32     |
| 3.  | Polis Akademisi ve Koleji       | 18 | 15 | 1 | 2  | 297:66  | 31     |
| 4.  | Bogazici PSK Istanbul           | 18 | 12 | 0 | 6  | 215:87  | 24     |
| 5.  | TED Ankara Kolejliler SK        | 18 | 9  | 0 | 9  | 164:146 | 18     |
| 6.  | BELPA Ankara                    | 18 | 9  | 0 | 9  | 94:138  | 18     |
| 7.  | İzmit Büyüksehir BSK            | 18 | 4  | 0 | 14 | 95:274  | 8      |
| 8.  | Antalya Akdeniz                 | 18 | 4  | 0 | 14 | 116:363 | 8      |
| 9.  | Izmir Büyüksehir BSK            | 18 | 3  | 1 | 14 | 64:181  | 7      |
| 10. | Gümüş Patenler SK               | 18 | 0  | 1 | 17 | 45:359  | 1      |

Sp = Spiele, S = Siege, U = Unentschieden, N = Niederlagen

## Playoffs

### Halbfinale
- Büyükşehir Belediyesi Ankara SK – Bogazici PSK Istanbul 9:0
- İstanbul Paten SK – Polis Akademisi ve Koleji 5:6

### Spiel um Platz 3
- İstanbul Paten SK – Bogazici PSK Istanbul 8:5

### Finale
- Büyükşehir Belediyesi Ankara SK – Polis Akademisi ve Koleji 3:4